# Hans Batteux
Hans Batteux (* 1885; † 24. November 1961 in Illertissen) war ein deutscher Opernsänger (Tenor).

## Leben
Batteux wurde am Konservatorium Köln ausgebildet. Sein Bühnendebüt als lyrischer Tenor war 1911 am Stadttheater von Straßburg. Dort blieb er bis 1913. Er war danach 1913 bis 1915 am Stadttheater Essen, von 1915 bis 1916 am Opernhaus Breslau, von 1916 bis 1917 am Stadttheater von Magdeburg, von 1917 bis 1920 erneut in Breslau und von 1921 bis 1925 an der Berliner Staatsoper tätig. Danach arbeitet er bis 1929 gastierend von Berlin aus. 1929 wurde er Regisseur und Sänger am Stadttheater Bremerhaven beschäftigt und war von 1930 bis 1933 als Oberspielleiter am Stadttheater von Münster (Westfalen).
Er war danach von 1935 bis 1945 Oberspielleiter am Deutschen Opernhaus in Berlin und wurde anschließend pensioniert. 

Hans Batteux Ehefrau, die Sängerin Elise von Catopol

Zuvor war er zusammen mit seiner Ehefrau Elise von Catopol (1887–1941) in Breslau und an der Lindenoper in Berlin mehrere Jahre lang aufgetreten. Batteux wurde mit dem Titel Kammersänger ausgezeichnet.